# 사바 아흐마드 알자비르 알사바

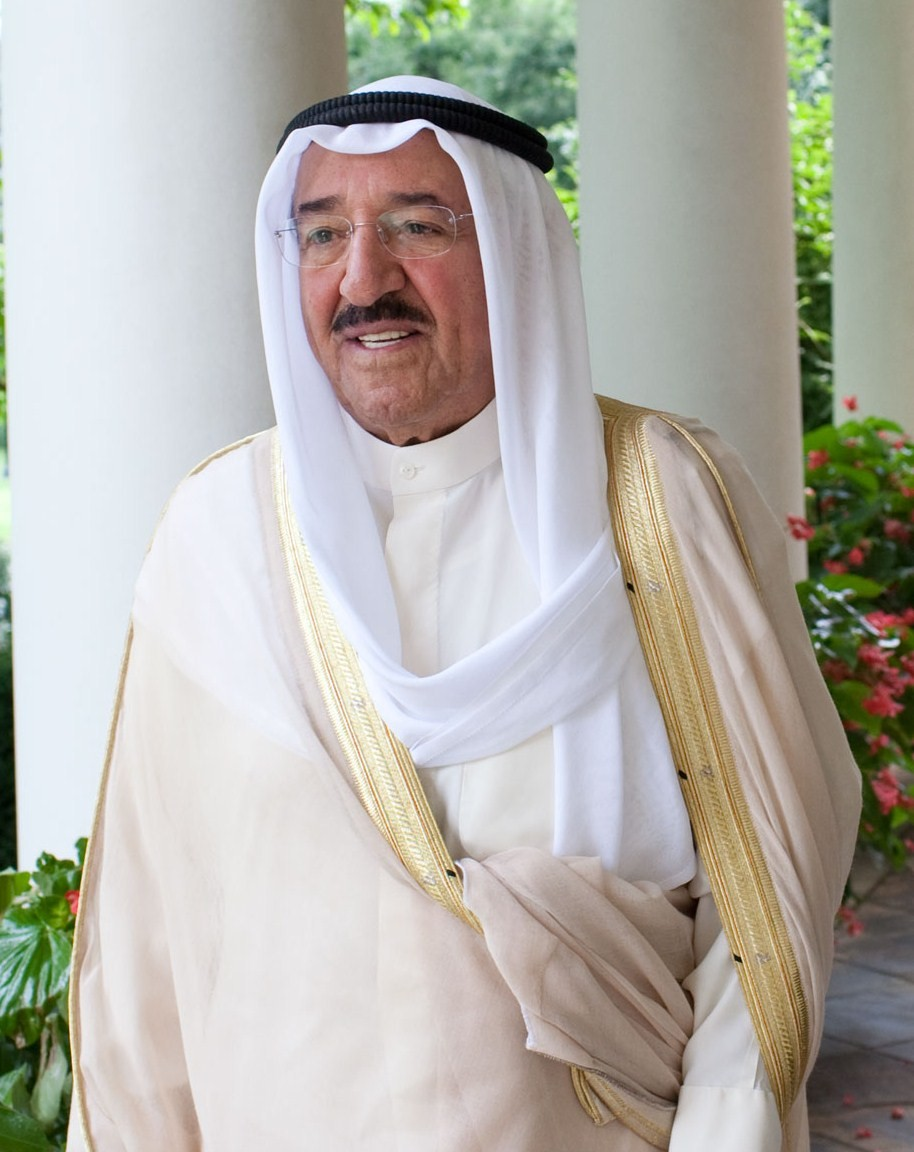
사바 알아마드 알자베르 알사바

사바 아흐마드 알자비르 알사바(아랍어: الشيخ صباح الأحمد الجابر الصباح, 영어: Sabah Al-Ahmad Al-Jaber Al-Sabah, 문화어: 사바흐 알아흐마드 알자베르 알사바흐, 1929년 6월 16일 ~ 2020년 9월 29일)는 쿠웨이트의 5번째 국왕이다. 아마드 알자베르 알사바 국왕의 넷째 아들이며 쿠웨이트군의 최고 사령관이기도 하다. 2006년 1월 29일부터 쿠웨이트 의회의 승인을 거쳐 쿠웨이트의 국왕으로 즉위하여 14년 8개월간 쿠웨이트의 국왕으로 재위했다.
2020년 9월 29일 향년 91세로 숨졌다.

## 같이 보기
- 쿠웨이트의 국기